# 愛よその日まで
「愛よその日まで」（あいよそのひまで）は、1980年7月5日に発売された布施明のシングル曲である。

## 解説
布施は本曲で1980年末の『第31回NHK紅白歌合戦』へ、初出場の第18回（1967年）以来、14年連続14回目の出場を果たした。

## タイアップ
アニメ映画『ヤマトよ永遠に』エンディングテーマ。
NHK紅白歌合戦で歌われたアニメソングは本曲が初とされている。

## 収録曲
愛よその日まで
作詞 - 阿久悠 / 作曲・歌 - 布施明 / 編曲 - 宮川泰
銀河伝説
作詞 - 阿久悠 / 作曲・編曲 - 宮川泰 / 歌 - 布施明

## 競作・カバー
愛よその日まで
ささきいさおがアルバム『宇宙戦艦ヤマト 主題歌ヒット曲集』（日本コロムビア）でカバー（1980年12月10日発売）。
銀河伝説
岩崎宏美が『ヤマトよ永遠に』の劇中歌、『宇宙戦艦ヤマトIII』第1話・第2話のエンディングテーマとしてカバー。1980年7月5日発売のシングル「銀河伝説/愛の生命」に収録